# Mount Laguna Observatory

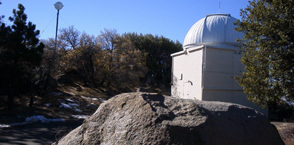
Das Buller-Teleskop des MLO

Das Mount Laguna Observatory ist ein astronomisches Observatorium östlich der kalifornischen Metropole San Diego. Es liegt im Cleveland National Forest in den Laguna-Bergen nahe einem Dorfe am Mount Laguna. Es wurde am 19. Juni 1968 auf einer Höhe von 1859 Metern errichtet und im Sommer desselben Jahres während eines Treffens der größten astronomischen Vereinigung der Welt, der Astronomical Society of the Pacific, eingeweiht.
Heute dient das Observatorium vor allem akademischen Zwecken. Es befindet sich in Besitz der San Diego State University, die es in Kooperation mit der University of Illinois at Urbana-Champaign sowie der University of Kansas nutzt.
Derzeit verfügt das Observatorium über drei Großteleskope:
- MLO Telescope: Ein Cassegrain-Teleskop mit einem Durchmesser des Hauptspiegels von 1,06 Metern (ursprünglich 1,02 Meter). Es wurde 1966 von Astro Mechanics erbaut und stand bis 1981 im Observatorium der University of Illinois.
- Clifford Smith Telescope: Ein Spiegelteleskop mit einem Hauptspiegel von 0,6 Metern Durchmesser. Es wurde vom Astronomie-Fachbereich der SDSU gebaut und von 1961 bis 1966 auf dem Campus der Universität genutzt. Nach diversen Anpassungen wurde es 1971 im Mount Laguna Observatory verbaut.
- Reginald Buller Visitors' Telescope: Ein Teleskop mit einem Durchmesser des Hauptspiegels von 0,52 Metern. Es wurde 1950 von J. W. Fecker gebaut und kam der SDSU als Spende von Reginas Buller zu. 1988 wurde es am MLO installiert. Es ist der Öffentlichkeit zugänglich und wird primär von Studenten genutzt.

Ein weiteres Teleskop befindet sich derzeit im Bau. Das Phillips Claud Telescope wird nach seiner Fertigstellung über einen Hauptspiegel mit einem Durchmesser von 1,26 Metern verfügen und damit das große Teleskop dieses Observatoriums sowie eines der größten der Region sein.
Im August 2021 konnten von diesem Observatorium für die Sicherung und Präzisierung der Orbitalelemente des im Januar 2020 entdeckten ersten intravenusischen Asteroiden (594913) 2020 AV2 wichtige Beobachtungsdaten gewonnen werden, sodass bereits im September seine Nummerierung erfolgen konnte (siehe Minor Planet Center: MPO 644109). Einen Eigennamen erhielt der Asteroid im November 2021: (594913) 'Ayló'chaxnim.